# Dampvitoux
Dampvitoux ist eine französische Gemeinde mit 57 Einwohnern (Stand 1. Januar 2022) im Département Meurthe-et-Moselle in der Region Grand Est (vor 2016 Lothringen). Sie gehört zum Arrondissement Toul (bis 2022: Arrondissement Briey) und zum Kanton Jarny.

## Geografie
Die Gemeinde liegt etwa 38 Kilometer nördlich von Toul und etwa 27 Kilometer südwestlich von Metz an der Grenze zum Département Meuse. Nachbargemeinden sind Hagéville im Norden und Nordosten, Dommartin-la-Chaussée im Osten und Südosten, Charey, Xammes und Beney-en-Woëvre im Süden, Vigneulles-lès-Hattonchâtel im Südwesten sowie Lachaussée im Westen und Nordwesten. 
Das Gemeindegebiet liegt innerhalb des Regionalen Naturparks Lothringen. Über 70 % der Fläche der Gemeinde wird landwirtschaftlich genutzt, über ein Viertel ist bewaldet, insbesondere im Süden (Bois de Dampvitoux). Der Yron bildet die natürliche Grenze zur benachbarten Gemeinde Lachaussée.
Die Route départementale D901 (frühere Route nationale 401) durchquert das Gemeindegebiet von Nordost nach Südwest.

## Geschichte
Dampvitoux gehörte historisch zur Provinz Trois-Évêchés (Drei Bistümer), die faktisch 1552 an Frankreich fiel. Von 1793 bis 1801 war die Gemeinde dem Arrondissement und Distrikt Metz zugeteilt und in den Kanton Mars-la-Tour eingegliedert. Seit 1801 war sie dem Kanton Gorze (der später zum Kanton Chambley wurde) zugeordnet. Im Jahr 1809 vereinigten sich das bisherige Hagéville (1806: 188 Einwohner), Champs (1806: 87 Einwohner) und Dampvitoux (1806: 174 Einwohner) zur neuen Gemeinde Hagéville. Im Jahr 1833 schied Dampvitoux wieder aus. Die Gemeinde lag bis 1871 im alten Département Moselle. Seit 1871 gehörte sie zum Arrondissement Briey, nach der Neuordnung der Arrondissements am 1. Januar 2023 zum Arrondissement Toul. Im Ersten Weltkrieg wurde Dampvitoux weitflächig zerstört.

## Bevölkerungsentwicklung
| Jahr                       | 1962 | 1968 | 1975 | 1982 | 1990 | 1999 | 2007 | 2019 |
| Einwohner                  | 85   | 63   | 53   | 47   | 54   | 73   | 70   | 55   |
| Quellen: Cassini und INSEE |      |      |      |      |      |      |      |      |

## Sehenswürdigkeiten
- Pfarrkirche Saint-Pierre, nach dem Ersten Weltkrieg wiederaufgebaut als Ersatz für den Vorgängerbau aus dem 18. Jahrhundert
- Grabmal auf dem Dorffriedhof aus dem frühen 19. Jahrhundert
- Denkmal für die Gefallenen[1]